# Schering (textiel)

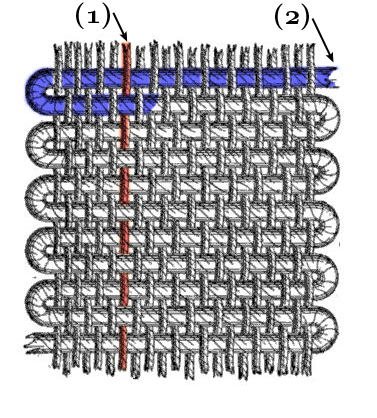
De rode draad (1) is de schering, de blauwe draad (2) is de inslag

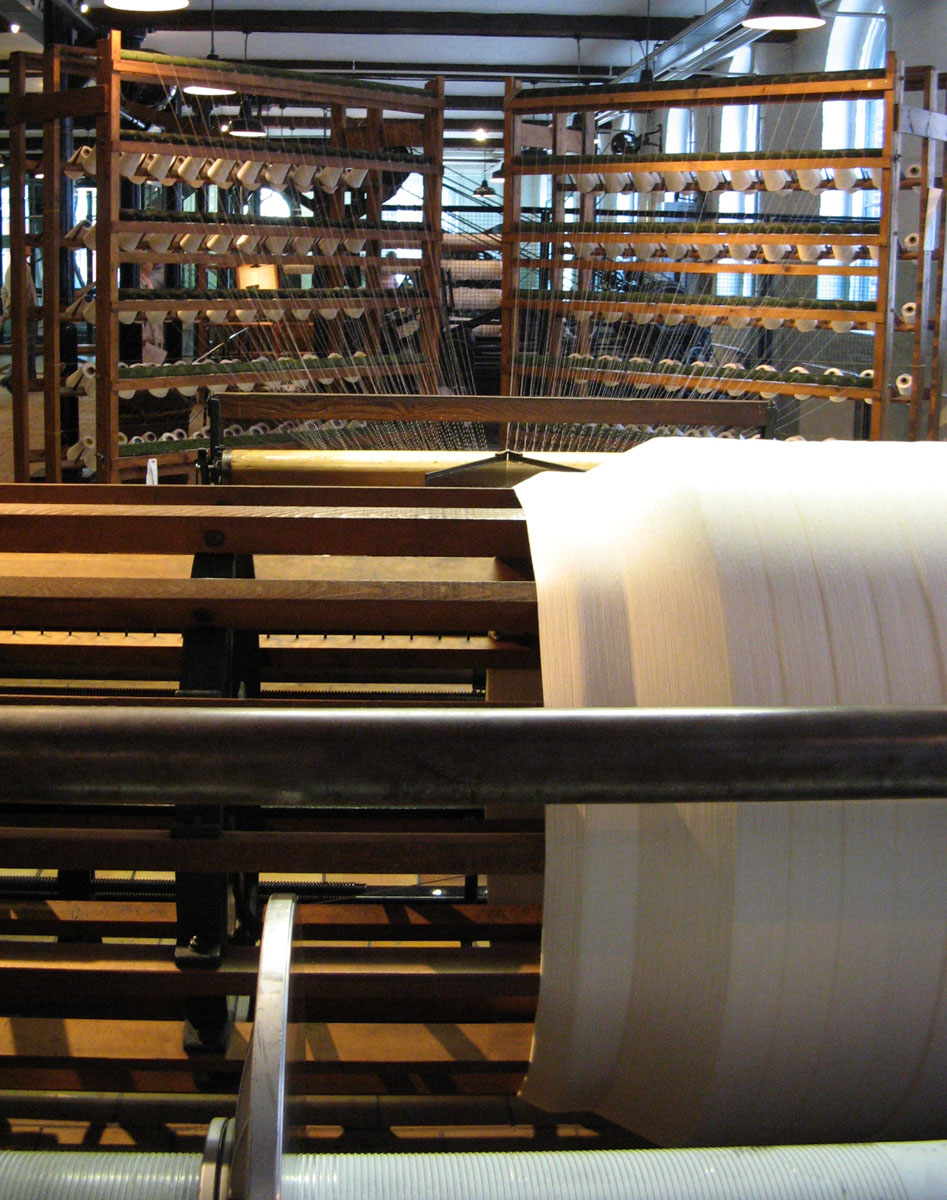
Kettingscheermachine - klossenrek, de kettingscheermachine wordt gebruikt om het garen voor de kettingboom van een weefgetouw nauwkeurig af te meten. Textielmuseum Tilburg

Schering (ook wel ketting of kettingdraden genoemd) zijn op een weefgetouw de in horizontale of verticale richting parallel op een kettingrol opgespannen draden. Soms moeten deze scheringdraden (of kettingdraden) gelijmd (gesterkt) worden om meer veerkracht en weerstand te hebben tegen breuk tijdens het weven. Vervolgens worden een voor een andere draden haaks hierop, met een schiet- of werpspoel horizontaal tussen de schering door, heen- en weer bewogen. Deze draden heten inslagdraden. Deze draden worden strak tegen elkaar aangedrukt en vormen zodoende een doek.
Omdat de schering tijdens het weefproces onder hoge spanning staat is het noodzakelijk dat het gebruikte garen een grote trekkracht heeft. Het garen bestaat meestal uit gesponnen vezels; traditionele vezels die gebruikt worden zijn wol, linnen en zijde. Een gevolg van technologische ontwikkelingen tijdens de industriële revolutie was dat het mogelijk werd om katoengaren te gebruiken dat sterk genoeg was om ook als schering te dienen in gemechaniseerde weefprocessen.